# Funció rampa

Gràfica de la funció rampa

La funció rampa és una funció real, fàcilment computable com la mitjana de la variable independent i el seu valor absolut.
Aquesta funció té aplicacions en enginyeria (per exemple en la teoria de processament de senyal). El nom rampa de la funció prové de l'aspecte de la seva gràfica.

## Definicions
La funció rampa ({\displaystyle R(x):\mathbb {R} \rightarrow \mathbb {R} }) pot ser expressada analíticament de diferents maneres. Possibles definicions són:
- Un sistema d'equacions:
{\displaystyle R(x):={\begin{cases}x,&x\geq 0;\\0,&x<0\end{cases}}}
- La funció màxim:
{\displaystyle R(x):=\operatorname {max} (x,0)}
- La mitjana d'una línia recta amb pendent la unitat i el seu mòdul:
{\displaystyle R(x):={\frac {x+|x|}{2}}}

Això  per anotar la definició següent de,{\displaystyle \operatorname {max} (a,b)}
{\displaystyle \operatorname {max} (a,b)={\frac {a+b+|a-b|}{2}}}
Per quin {\displaystyle a=x} i {\displaystyle b=0}
- La funció esglaó de Heaviside multiplicada per una línia recta amb gradient la unitat:
{\displaystyle R\left(x\right):=xH\left(x\right)}
- La convolució de la funció esglaó de Heaviside amb ella mateixa:
{\displaystyle R\left(x\right):=H\left(x\right)*H\left(x\right)}
- La integral de la funció esglaó deHeaviside:
{\displaystyle R(x):=\int _{-\infty }^{x}H(\xi )\,\mathrm {d} \xi }
- Els parèntesis de Macaulay
{\displaystyle R(x):=\langle x\rangle }

## Propietats analítiques

### No-negativitat
En tot el domini la funció no és negativa, així que el seu valor absolut és ella mateixaː
{\displaystyle \forall x\in \mathbb {R} :R(x)\geqslant 0}
i
{\displaystyle \left|R\left(x\right)\right|=R\left(x\right)}
- Demostració: mitjançant la definició [2] la funció no és negativa en el primer quadrant i és zero en el segon, per tant a tot arreu és no-negativa.

### Derivada
La seva derivada és la funció esglaó de Heaviside:
{\displaystyle R'(x)=H(x)\ \mathrm {if} \ x\neq 0}

### Transformada de Fourier
{\displaystyle {\mathcal {F}}\left\{R(x)\right\}(f)} {\displaystyle =} {\displaystyle \int _{-\infty }^{\infty }R(x)e^{-2\pi ifx}dx} {\displaystyle =} {\displaystyle {\frac {i\delta '(f)}{4\pi }}-{\frac {1}{4\pi ^{2}f^{2}}}}
On {\displaystyle \delta (x)} és la delta de Dirac (en aquesta fórmula, hi pareix la seva derivada).

### Transformada de Laplace
La transformada de Laplace d'una sola cara de
{\displaystyle {\mathcal {L}}\left\{R\left(x\right)\right\}(s)=\int _{0}^{\infty }e^{-sx}R(x)dx={\frac {1}{s^{2}}}.}

## Propietats algebraiques

### Invariància iterativa
Cada funció iterada de la funció rampa és ella mateixaː
{\displaystyle R\left(R\left(x\right)\right)=R\left(x\right)}.
- Demostració {\displaystyle R(R(x)):={\frac {R(x)+|R(x)|}{2}}={\frac {R(x)+R(x)}{2}}} {\displaystyle =} 
 {\displaystyle =} {\displaystyle {\frac {2R(x)}{2}}=R(x)}.

Això aplica la propietat de no negativitat.